# パオパオ アソビ★クリエイターズ
パオパオ アソビ★クリエイターズは、BS日テレで放送されていたバラエティ番組。である
2006年4月から9月までは、「パオパオ・アイドルGAMEバトル」というタイトルだった。
毎週日曜日23:00 - 23:30（再放送：毎週金曜日25:00 - 25:30）。
2007年3月25日に終了。

## 出演者
司会
- とろサーモン

アシスタント
- 柳原蓮

出演アイドル
1. 小阪由佳、佐野夏芽（2006年10月1日、10月8日）
2. 白鳥百合子、斉藤友以乃（2006年10月15日、10月22日）
3. 愛川ゆず季、原幹恵（2006年10月29日、11月5日）
4. 長澤奈央、相澤仁美（2006年11月12日、11月19日）
5. 鈴木なお、松田かりな（2006年11月26日、12月3日）
6. 福下恵美、水崎綾女（2006年12月10日、12月17日）
7. 草場恵、五十嵐れな（2006年12月24日）
8. 小阪由佳、愛川ゆず季、木口亜矢、原幹恵（2007年1月7日、1月14日）
9. 草場恵、五十嵐れな（2007年1月21日）
10. 佐藤唯、稲生美紀（2007年1月28日、2月4日）
11. 高木梓、八代みなせ（2007年2月11日、2月18日）
12. 相澤仁美、小阪由佳（2007年2月25日、3月4日）
13. 松田かりな、小島祥子（2007年3月11日、3月18日、3月25日）

## スタッフ
- 企画：田尻涼（BS日テレ）
- 構成：町田貴志
- ナレーター：根岸朗
- 技術協力：マリポーサカンパニー
- 撮影：猪又隆行
- 音声：吉川英嗣
- ヘアメイク：橋本紗知
- 音響効果：高島慎太郎
- スーパーバイザー：菊池哲
- プロデューサー：鈴木旬也（BS日テレ）・磯貝誠（DNP）
- アシスタントプロデューサー：大谷由美
- 演出：平井孝昌
- ディレクター：飯村浩之
- 制作協力：SEN-TE